# Ровенський
Ро́венський (рос. Ровенский) — селище у складі Кемеровського округу Кемеровської області, Росія.
Стара назва — Ровненський.

## Населення
Населення — 100 осіб (2010; 94 у 2002).
Національний склад (станом на 2002 рік):
- росіяни — 99 %